# そんなキミに恋してる
『そんなキミに恋してる』（原題:Behaving Badly）は、2014年に公開されたアメリカ合衆国の青春映画である。監督はティム・ギャリック、主演はナット・ウルフとセレーナ・ゴメスが務めた。本作はリック・ブロウドが2000年に上梓した自伝的小説『While I'm Dead... Feed the Dog』を原作としている。また、本作はギャリックの長編映画監督デビュー作でもある。
本作は日本国内で劇場公開されなかったが、2017年4月28日にDVDが発売された。

## 概略
高校生のリックは未だに童貞であることを気にしていた。そんなある日、リックは密かに思いを寄せていた同級生、ニーナが恋人のケヴィンと破局したことを知った。「最初で最後のチャンスが到来した」と思ったリックは勇気を振り絞ってニーナをデートに誘うことにしたが、それが原因で、思わぬトラブルに巻き込まれる羽目になった。

## キャスト
- ナット・ウルフ - リック・スティーヴンス
- セレーナ・ゴメス - ニーナ・ペニントン
- メアリー＝ルイーズ・パーカー - ルーシー・スティーヴンス/聖ローラ
- エリザベス・シュー - パメラ・ベンダー
- ディラン・マクダーモット - ジミー・リーチ
- ラクラン・ブキャナン - ビリー・ベンダー
- ヘザー・グラハム - アネット・ストラットン＝オズボーン
- アシュリー・リッカーズ - クリステン・スティーヴンス
- ジェイソン・リー - クルーミンス神父
- オースティン・ストウェル - ケヴィン・カーペンター
- ケイリー・エルウィス - ジョセフ・スティーヴンス
- パトリック・ウォーバートン - ベイシル・プール校長
- ジェニファー・R・ブレイク - ジャニス
- ゲイリー・ビジー - ハワード・D・ランシング
- ジェイソン・アキュナ - ブライアン・サヴェージ
- ラスティ・ジョイナー - キース・ベンダー
- ネイト・ハートリー - カーリス・マリナウスカス
- ミッチ・ヒューワー - スティーヴン・スティーヴンス
- スコット・エヴァンス - ロニー・ワット
- ギル・マッキニー - ジョー・タケット
- ミンディ・ロビンソン - クリステンの友人
- ジャスティン・ビーバー - 囚人

## 製作
2012年7月31日、セレーナ・ゴメス、ナット・ウルフ、ケイリー・エルウィス、オースティン・ストウェル、ディラン・マクダーモットが映画『Parental Guidance Suggested』に出演することになったとの報道があった。8月2日、エリザベス・シューが本作の出演交渉に臨んでいると報じられた。17日、ヘザー・グラハムの起用が発表された。

## 公開・マーケティング
2014年3月20日、本作のオフィシャル・トレイラーが公開された。4月9日、ヴァーティカル・エンターテインメントが本作の全米配給権を獲得したと報じられた。なお、この時点で本作のタイトルは『Parental Guidance Suggested』から『Behaving Badly』に変更されていた。7月29日、本作はロサンゼルスでプレミア上映された。

## 評価
本作は批評家から酷評されている。映画批評集積サイトのRotten Tomatoesには17件のレビューがあり、批評家支持率は0%、平均点は10点満点で2.46点となっている。また、Metacriticには7件のレビューがあり、加重平均値は17/100となっている。なお、原作者のリック・ブロウドも本作に対して「私の小説を滅茶苦茶にして、当たり障りのない駄作を作り上げた」「ゴミのような脚本から映画を作り出せたこと自体が奇跡」と辛辣なコメントを出している。